# Józef Ziętkiewicz
Józef Ziętkiewicz (ur. 8 kwietnia 1894, zm. 18 maja 1957 w Warszawie) – podpułkownik dyplomowany saperów Wojska Polskiego.

## Życiorys
W czasie I wojny światowej walczył w szeregach cesarskiej i królewskiej Armii. Do 1917 jego oddziałem macierzystym był Batalion Pionierów Nr 10, a później Batalion Saperów Nr 3. Na stopień porucznika został mianowany ze starszeństwem z 1 maja 1915 w korpusie oficerów piechoty.
Z dniem 10 marca 1924 został wyznaczony na stanowisko dowódcy XXI Batalionu Saperów. 15 listopada 1925 został przeniesiony służbowo na roczny Kurs Fortyfikacyjny przy Oficerskiej Szkole Saperów w Warszawie. W październiku 1926, po ukończeniu kursu, został przeniesiony do kadry oficerów saperów z równoczesnym przydziałem do Kierownictwa Fortyfikacji Obozu Warownego Górny Śląsk na stanowisko referenta.
Na stopień podpułkownika został mianowany ze starszeństwem z 19 marca 1937 i 1. lokatą w korpusie oficerów saperów, grupa liniowa. W marcu 1939 pozostając w rezerwie personalnej oficerów przy Inspektorze Saperów był przydzielony do Generalnego Inspektoratu Sił Zbrojnych w Warszawie na stanowisko oficera saperów w sztabie inspektora armii „na odcinku Baranowicze” gen. dyw. Tadeusza Piskora.
W czasie kampanii wrześniowej był dowódcą saperów Armii „Lublin”. Dostał się do niemieckiej niewoli. Przebywał w Oflagu VII A Murnau . Zmarł 18 maja 1951 w Warszawie. Pochowany na Cmentarzu Wojskowym na Powązkach (kwatera A29-1-11).

## Ordery i odznaczenia
- Złoty Krzyż Zasługi (18 marca 1933)[13]
- Krzyż Zasługi Wojskowej 3 klasy z dekoracją wojenną i mieczami (Austria)[14]
- Signum Laudis Brązowy Medal Zasługi Wojskowej na wstążce Krzyża Zasługi Wojskowej (Austria)[14]